# Étang de l'Ayrolle
L'étang de l'Ayrolle, en occitan L'Estanh de  l'Airòla est une surface d'eau lagunaire située sur le littoral méditerranéen du département de l'Aude, au sud de la montagne de la Clape, entre l'étang de Bages-Sigean et la mer, couvrant 1 320 hectares.
Au nord de l'étang, dans son prolongement, se trouvent les salins de Gruissan et l'étang du Grazel.

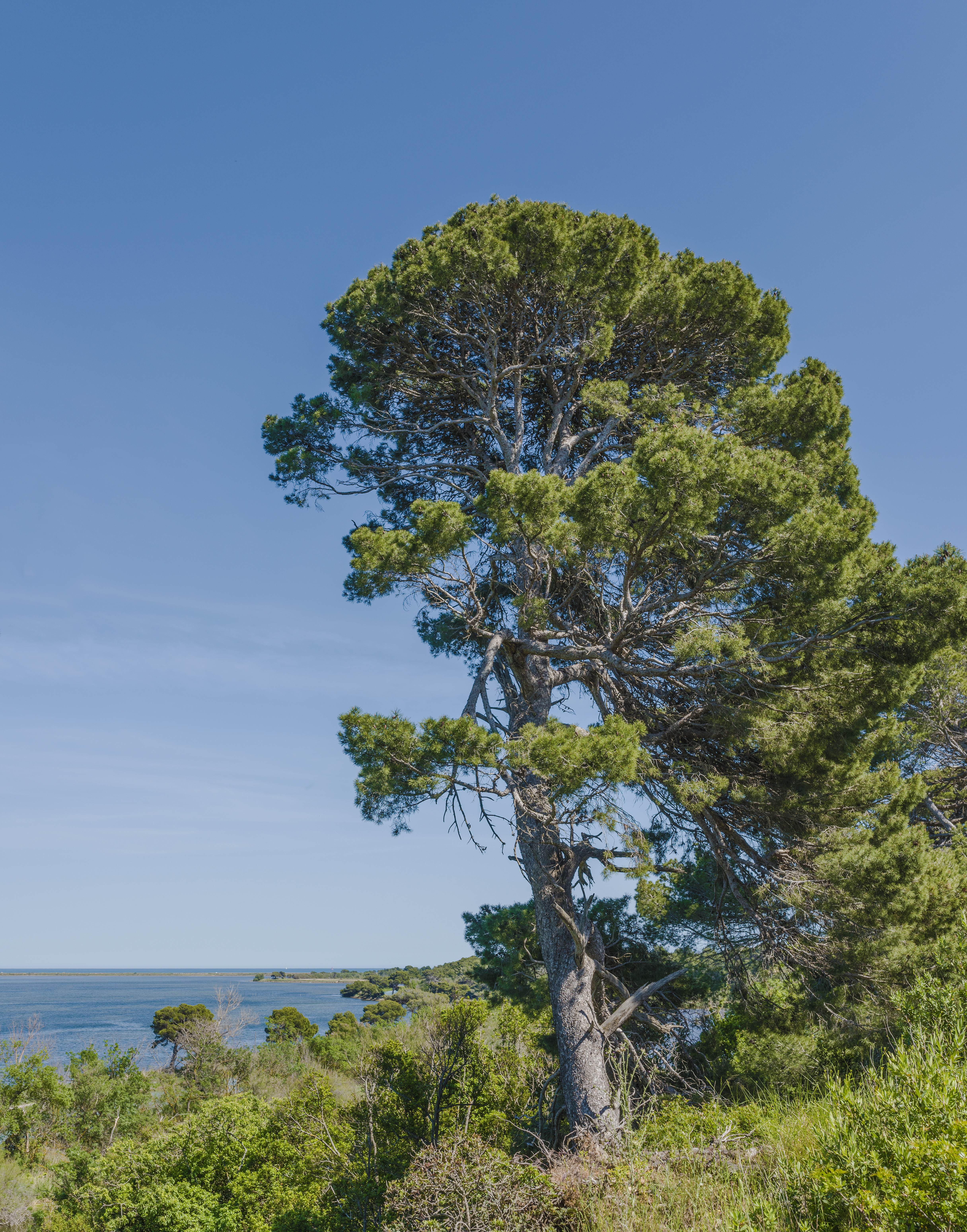
Pin d'Alep au bord de l'étang de l'Ayrolle.

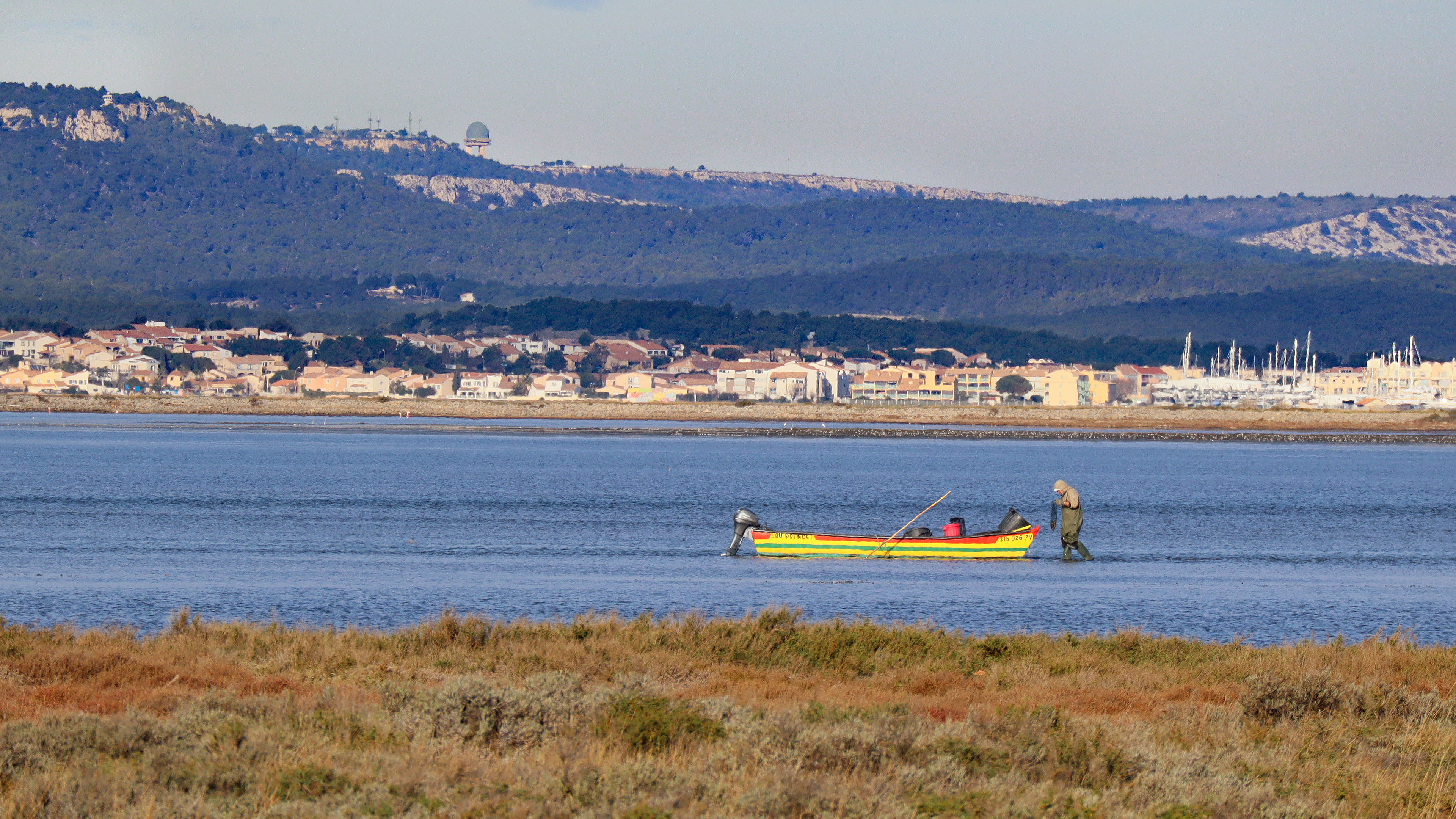
Pêcheur sur l'étang de l'Ayrolle.

## Caractéristiques
Principalement situé sur la commune de Gruissan et Peyriac-de-Mer, l'étang est inclus sur le périmètre du Parc naturel régional de la Narbonnaise en Méditerranée, entre l'étang de Bages-Sigean et celui de Campignol avec lequel il échange les eaux par un petit canal.
C'est le deuxième étang en superficie du département de l'Aude après celui de Bages-Sigean, sa surface exacte est de 1 320 hectares, sa profondeur maximale est de 1,5 m et sa moyenne de 0,75 m.

## Ressources
L'étang comporte des marais salants dans sa partie Nord, exploités à discrétion par des artisans qui ne commercialisent que très peu leur production. Sa lagune permet de pêcher des poissons tels les anguilles, les muges, les loups et les daurades. Les coquillages y sont aussi présents comme les huîtres, les moules et les palourdes.

## Protection
- Le site est classé Natura 2000.
- L'étang est classé sur le projet Ramsar[2] (FR7200023).
- La pratique du kitesurf dans l'étang de l'Ayrolle est interdite par les arrêtés préfectoraux 50-90 - 24/2000.